# Кёниг, Ганс Вильгельм
Ганс Вильгельм Кёниг (нем. Hans Wilhelm König; 13 мая 1912, Штутгарт, Германская империя — 1991) — оберштурмфюрер СС, врач концлагерей Освенцим и Нойенгамме.

## Биография
Ганс Вильгельм Кёниг родился 13 мая 1912 года в Штутгарте. После окончания школы изучал медицину. В 1938 году проходил практику в качестве ординатора в университетской клинике Гёттингена. В июле 1938 года женился на Дагмар Каллинг, дворянке из Швеции, в браке с которой родилось трое детей. С ноября 1939 года работал врачом-ассистентом в отделе здравоохранения в Хёкстере. 30 марта 1943 года получил докторскую степень по медицине, защитив диссертацию на тему «Влияние внутривенных инъекций желудочный соков на состояние крови кроликов с учётом пернициозной анемии» в университете Гёттингена.
1 сентября 1939 года вступил в НСДАП. В середине июня 1943 года был зачислен в Войска СС. С сентября 1943 года работал врачом в концлагере Освенцим. В женском лагере принимал участие в селекциях заключенных, что означало их отправку в газовую камеру. Кроме того, Кёниг проводил псевдомедицинские эксперименты на больных женщинах, испытывая на них электрический ток. С августа 1944 года был врачом в лагере Моновиц. В ходе «эвакуации» Освенцима в январе 1945 года был переведён в концлагерь Нойенгамме.
После окончания войны скрылся: под псевдонимом Эрнст Пельц Кёниг переехал в Холторф, где работал в качестве сельского врача с разрешения британских оккупационных властей. В апреле 1962 года Кёниг закрыл медицинскую практику «по состоянию здоровья» и уехал в неизвестном направлении. Умер в 1991 году.